# Khối lượng trong thuyết tương đối hẹp
Khối lượng có hai ý nghĩa trong thuyết tương đối hẹp: khối lượng nghỉ hoặc khối lượng bất biến là một đại lượng bất biến giống nhau cho tất cả các quan sát viên trong tất cả các khung tham chiếu, trong khi thuyết tương đối phụ thuộc vào vận tốc của người quan sát. Theo khái niệm tương đương khối lượng-năng lượng, khối lượng nghỉ và khối lượng tương đối tính tương đương với năng lượng nghỉ và tổng năng lượng của vật thể. Thuật ngữ khối lượng tương đối có xu hướng không được sử dụng trong vật lý hạt nhân và hạt nhân và thường được các nhà văn tránh về thuyết tương đối đặc biệt, ủng hộ đề cập đến tổng năng lượng của vật thể. Ngược lại, khối lượng nghỉ thường được ưu tiên hơn năng lượng nghỉ. Quán tính có thể đo được và lực hấp dẫn của một cơ thể trong một khung tham chiếu nhất định được xác định bởi khối lượng tương đối tính của nó, không chỉ đơn thuần là khối lượng nghỉ của nó. Ví dụ, các photon có khối lượng nghỉ bằng không nhưng đóng góp vào quán tính (và trọng lượng trong trường hấp dẫn) của bất kỳ hệ thống nào chứa chúng.

## Khối lượng nghỉ
Khối lượng trong thuyết tương đối hẹp thường dùng để chỉ khối lượng nghỉ của vật thể, đó là khối lượng Newton được đo bởi một người quan sát di chuyển cùng với vật thể. Khối lượng bất biến là tên gọi khác của khối lượng nghỉ của các hạt đơn lẻ. Khối lượng bất biến tổng quát hơn (được tính theo công thức phức tạp hơn) tương ứng lỏng lẻo với "khối lượng nghỉ" của một "hệ thống". Do đó, khối lượng bất biến là một đơn vị khối lượng tự nhiên được sử dụng cho các hệ thống được xem từ trung tâm của khung xung lượng (quy chiếu COM), như khi bất kỳ hệ thống kín nào (ví dụ như một chai khí nóng) được cân, đòi hỏi phải đo được lấy ở trung tâm của khung xung lượng mà hệ thống không có động lượng ròng. Trong trường hợp như vậy, khối lượng bất biến bằng khối lượng tương đối tính (được thảo luận dưới đây), đó là tổng năng lượng của hệ chia cho c2 (bình phương tốc độ ánh sáng).
Tuy nhiên, khái niệm khối lượng bất biến không đòi hỏi các hệ hạt ràng buộc. Như vậy, nó cũng có thể được áp dụng cho các hệ thống các hạt không liên kết trong chuyển động tương đối tốc độ cao. Do đó, nó thường được sử dụng trong vật lý hạt cho các hệ thống bao gồm các hạt năng lượng cao được phân tách rộng rãi. Nếu các hệ thống như vậy được lấy từ một hạt duy nhất, thì việc tính toán khối lượng bất biến của các hệ thống đó, là một đại lượng không bao giờ thay đổi, sẽ cung cấp khối lượng còn lại của hạt mẹ (vì nó được bảo toàn theo thời gian).
Nó thường thuận tiện khi tính toán rằng khối lượng bất biến của một hệ thống là tổng năng lượng của hệ thống (chia cho c2) trong quy chiếu COM (theo định nghĩa, động lượng của hệ thống bằng không). Tuy nhiên, vì khối lượng bất biến của bất kỳ hệ thống nào cũng có cùng số lượng trong tất cả các khung quán tính, nên nó là một đại lượng thường được tính từ tổng năng lượng trong khung COM, sau đó được sử dụng để tính năng lượng và mô men của hệ thống trong các khung khác không có thời điểm bằng không, và tổng năng lượng của hệ thống sẽ nhất thiết phải là một đại lượng khác với quy chiếu COM. Cũng như năng lượng và động lượng, khối lượng bất biến của một hệ thống không thể bị phá hủy hoặc thay đổi, và do đó nó được bảo tồn, miễn là hệ thống được đóng lại với mọi ảnh hưởng. (Thuật ngữ kỹ thuật là hệ thống biệt lập có nghĩa là một ranh giới lý tưởng hóa được vẽ xung quanh hệ thống và không có khối lượng / năng lượng nào được phép qua nó.)

## Khối lượng tương đối
Khối lượng tương đối tính là tổng số lượng năng lượng trong một cơ thể hoặc hệ thống (chia cho c 2). Do đó, khối lượng trong công thức
{\displaystyle E=m_{\text{rel}}c^{2}\,}
là khối lượng tương đối. Đối với một hạt có khối lượng hữu hạn m di chuyển với tốc độ {\displaystyle v} so với người quan sát, người ta tìm thấy
{\displaystyle m_{\text{rel}}={m \over {\sqrt {1-\displaystyle {v^{2} \over c^{2}}}}}} (xem bên dưới).
Ở trung tâm của quy chiếu tâm động lượng, {\displaystyle v=0} và khối lượng tương đối tính bằng khối lượng còn lại. Trong các khung khác, khối lượng tương đối tính (của cơ thể hoặc hệ thống cơ thể) bao gồm sự đóng góp từ động năng "thuần" của cơ thể (động năng của trung tâm khối lượng của cơ thể), và càng lớn thì cơ thể càng nhanh di chuyển. Do đó, không giống như khối lượng bất biến, khối lượng tương đối phụ thuộc vào hệ quy chiếu của người quan sát. Tuy nhiên, đối với các hệ quy chiếu duy nhất và cho các hệ cô lập, khối lượng tương đối tính cũng là một đại lượng được bảo toàn. Khối lượng tương đối cũng là yếu tố tỷ lệ giữa vận tốc và động lượng,
{\displaystyle \mathbf {p} =m_{\text{rel}}\mathbf {v} }.
Định luật thứ hai của Newton vẫn còn hiệu lực dưới dạng
{\displaystyle \mathbf {f} ={\frac {d(m_{\text{rel}}\mathbf {v} )}{dt}}.}
Khi một cơ thể phát ra ánh sáng tần số {\displaystyle \nu } và bước sóng {\displaystyle \lambda } như một photon năng lượng {\displaystyle E=h\nu =hc/\lambda }, khối lượng của cơ thể giảm theo {\displaystyle E/c^{2}=h/\lambda c}, mà một số   hiểu là khối lượng tương đối tính của photon phát ra vì nó cũng đáp ứng {\displaystyle p=m_{\text{rel}}c=h/\lambda }. Mặc dù một số tác giả trình bày khối lượng tương đối tính như là một khái niệm cơ bản của lý thuyết, người ta đã lập luận rằng điều này là sai vì các nguyên tắc cơ bản của lý thuyết liên quan đến thời gian không gian. Có sự bất đồng về việc liệu khái niệm này có hữu ích về mặt sư phạm hay không.    Nó giải thích một cách đơn giản và định lượng tại sao một vật thể chịu gia tốc không đổi có thể đạt tới tốc độ ánh sáng và tại sao khối lượng của một hệ thống phát ra một photon giảm xuống.  Trong hóa học lượng tử tương đối, khối lượng tương đối được sử dụng để giải thích sự co thắt quỹ đạo của electron trong các nguyên tố nặng. Khái niệm khối lượng như một tính chất của một vật thể từ cơ học Newton không có mối quan hệ chính xác với khái niệm trong thuyết tương đối.  Giảng viên Oxford John Roche tuyên bố rằng khối lượng tương đối tính không được tham chiếu trong vật lý hạt nhân và hạt, và khoảng 60% các tác giả viết về thuyết tương đối đặc biệt không giới thiệu nó.
Nếu một hộp đứng yên chứa nhiều hạt, nó nặng hơn trong quy chiếu nghỉ của nó, thì các hạt chuyển động càng nhanh. Bất kỳ năng lượng nào trong hộp (bao gồm cả động năng của các hạt) đều thêm vào khối lượng, do đó chuyển động tương đối của các hạt góp phần vào khối lượng của hộp. Nhưng nếu bản thân hộp đang chuyển động (trung tâm khối lượng của nó đang chuyển động), vẫn còn câu hỏi liệu động năng của chuyển động tổng thể có nên được đưa vào khối lượng của hệ không. Khối lượng bất biến được tính trừ toàn bộ động năng của hệ thống (được tính bằng vận tốc đơn của hộp, nghĩa là vận tốc của khối tâm của hộp), trong khi khối lượng tương đối tính được tính bao gồm cả khối lượng bất biến cộng với động năng của hệ được tính từ vận tốc của khối tâm.